# We Hold These Truths: The Hope of Monetary Reform
We Hold These Truths: The Hope of Monetary Reform är en bok skriven av den förre federala regeringsanalytikern och författaren Richard C. Cook. I boken föreslår Coock en serie reformer som syftar till att reformera det ekonomiska systemet till ett som inte överskrider ekosystemets gränser (se till exempel planetens gränser). Boken är en sammanställning av sexton artiklar som skrevs under 2007-2008 och kan sägas ingå i genren "penningreform". Författaren utgår från C. H. Douglas och den så kallade Social Credit-teorin. Liksom Douglas tänker sig författaren att nuvarande ekonomiska system medför en obalans mellan utbud och köpkraft på grund av ränteeffekten och att det är ohållbart att som idag balansera upp den obalansen med ökad skuldsättning. Han tänker sig också, liksom Douglas, att mellanskillnaden istället borde utgöras av en basinkomst (kallad National Dividend) som utgår till alla amerikaner (såväl vuxna som barn) helt utan villkor. 